# Obsession (1997)
Obsession (Alternativtitel: Obsession – Besessene Seelen) ist ein französisch-deutsches Filmdrama aus dem Jahr 1997. Regie führte Peter Sehr, der gemeinsam mit Marie Noëlle auch das Drehbuch schrieb.

## Handlung
Die Musikerin Miriam Auerbach lebt in Berlin und hat seit Jahren eine Beziehung mit dem französischen Arzt Pierre Moulin. Eines Tages sieht sie in einem U-Bahnhof, wie Jacob Frischmuth wegen eines Diebstahls festgenommen wird. Der englische Handwerker John MacHale setzt sich für Frischmuth ein. Auerbach lernt MacHale näher kennen und führt eine Dreiecksbeziehung.

## Kritiken
Paul Mavis schrieb am 22. Oktober 2006 auf www.dvdtalk.com, der Film erkläre nicht die Motivation der Charaktere, was ein „großes Problem“ sei. Der zentrale Charakter von Miriam Auerbach kenne die eigenen Beweggründe nicht und wirke zu keinem Zeitpunkt glaubwürdig. Die Leistungen der Darsteller seien „okay“.
Das Lexikon des internationalen Films schrieb, der Film sei ein „gefühlvolles, intelligent unterhaltendes Melodram über die Suche dreier Menschen nach sich selbst sowie nach ihrem Platz im Leben“. Er sei „glaubwürdig in der Beschreibung des permanenten Wechselbades der Gefühle“. Die Leistungen der drei Hauptdarsteller seien „überzeugend“.

## Auszeichnungen
Peter Sehr wurde im Jahr 1997 für die Goldene Muschel des Festival Internacional de Cine de San Sebastián nominiert. Der Film und Heike Makatsch wurden im Jahr 1998 für den Deutschen Filmpreis nominiert.

## Hintergründe
Der Film wurde in Berlin, in München, in Leipzig, in Dijon, in Paris und in den Vereinigten Staaten gedreht. Seine Produktionskosten betrugen schätzungsweise 30 Millionen Französische Franc. Nach der Weltpremiere am 28. August 1997 in Deutschland wurde der Film am 9. September 1997 auf dem Toronto International Film Festival gezeigt. In Deutschland wurden 23.581 Kinozuschauer gezählt.
Daniel Craig wurde in der deutschen Synchronisation vom britischen Schauspieler Mark Strong gesprochen, der fließend Deutsch spricht.